# 江戸屋 (東京都)
株式会社江戸屋（かぶしきがいしゃえどや）は東京都中央区にある刷毛、ブラシを製造販売する企業。創業300年を超え、東京で最も古い刷毛・刷子（ブラシ）の専門店である。糊刷毛や漆刷毛などの専門刷毛、料理用の刷毛、掃除用ブラシなど業務用を販売。また天然毛を使用した洋服ブラシやヘアーブラシ、歯ブラシ、メイクブラシなど家庭用を合わせると3000種類以上を取り扱う。江戸の昔より明治初年にかけて創業された、『三代、100年、同業で継続し、現在も盛業』という百年以上の伝統を有する店の集い「東都のれん会」にも加盟している。
江戸時代、七代将軍家継の時代、初代利兵衛は将軍家お抱えの「刷毛師」に任じられた。その後、享保三年（1718年）、徳川8代将軍徳川吉宗による「享保の改革」で知られる、この年号がはじまったばかりの時期に、将軍家より「江戸屋」の屋号を与えられ、江戸刷毛専門店として開業。
江戸屋の初代当主利兵衛は、当時日本を治めていた七代将軍家継のもと、将軍家お抱えの「刷毛師」となった人物。刷毛づくりの腕前が認められ、御用商人の紹介を受けた利兵衛は、屏風やふすま、化粧に用いる刷毛などを徳川家に納品していた。将軍家お墨付きの刷毛は、浮世絵の摺りや掛け軸等の仕立て用など江戸時代には暮らしの道具としてなくてはならないものだった。暮らしや仕事の道具として職人から町娘まで広く人気を得ていたという。特に「化粧刷毛」は、優しい肌触りと品質のよさから大奥の女性たちも愛用していた。
歌川広重の浮世絵「東都大伝馬街繁栄之図」には「江戸屋」の店先の大伝馬本町通りに木綿問屋が立ち並び、人々で賑わう様子が描かれている。現在の店舗は、大正期に建てられ、風情ある佇まい。人造石洗出し仕上げのいわゆる「看板建築」。軒先から突き出た6本のラインは、正面からみると「刷毛」をイメージした意匠。職人技を生かした自由な発想の建物はオリジナリティにあふれ、関東大震災後の復興を支えたという。店舗は、文化庁により、国の登録有形文化財に登録されている建造物（東京建築祭 特別公開対象店舗『江戸屋』）。
江戸中期に発行の書物にも「江戸刷毛」という名称が使われており、昔ながらの技法や素材を使って、職人が一本一本丹念に作られている。今日、東京都指定の伝統工芸品として指定されている刷毛は７種類。
・ふすま、掛軸など表具の糊を塗る「経師刷毛」
・版画の制作に欠かせない版木に絵の具を塗るための「木版刷毛」
・織物のための「染色刷毛」
・和化粧に使われるおしろいを塗るための「白粉刷毛」
・人形の頭に貝殻から作られる日本古来の顔料、胡粉（ごふん）を塗る「人形刷毛」
・漆器に用いられる「漆刷毛」
・ニスやワックスを塗る「塗装刷毛」
中央区まちかど展示館
店舗内の壁面ショーケースには、さまざまな役割を果たす刷毛の展示品が並ぶ。展示には馬毛でつくった判子や大正時代の註文帳など、刷毛のほかにも面白いものを見ることができる。